# Im Grunde gut
Im Grunde gut: Eine neue Geschichte der Menschheit ist ein niederländisches Sachbuch aus dem Jahr 2019 von Rutger Bregman. Das Buch wurde von Ulrich Faure und Gerd Busse übersetzt und erschien 2020 in Deutschland. Bregman möchte darlegen, dass der Mensch fälschlicherweise kulturgeschichtlich böse dargestellt worden und eigentlich im Grunde gut ist.

## Inhalt
Um die These, dass der Mensch im Grunde gut ist, zu erläutern, unternimmt Bregman verschiedene Schritte.
Zum einen greift er Experimente, die die Boshaftigkeit des Menschens beweisen sollen, auf und überprüft ihre Korrektheit und Aussagekraft. Dazu gehören etwa das Milgram-Experiment oder das Standford-Prison-Experiment.
Außerdem kritisiert er Autoren mit großen kulturellen Einfluss für ihre negative Darstellung des Menschens, die haltlos seien. Darunter fallen unter anderem Hobbes, Dawkins und Golding.
Darüber hinaus führt Bregman zahlreiche Gegenbeispiele an, etwa Unternehmen ohne Management, Kommunen von Kindern auf verlassenen Inseln und die Solidarität in den Bevölkerungen während des Zweiten Weltkrieges.
Er schließt sein Buch mit seinen goldenen Regeln für das Leben ab.

## Rezensionen
Ralph Gerstenberg sieht im Deutschlandfunk in diesem Buch ein spannendes und überzeugendes Plädoyer für das Gute im Menschen, auch wenn Bregman am Ende in Richtung Ratgeber abdrifte.
Jakob Simmank hinterfragt in Zeit Online, ob nicht alle pauschalen Urteile über den Menschen fehlerhaft sind, und lobt dennoch Bregmans detaillierte Recherche.
Anton Jäger kritisiert im Jacobin Magazin, dass Bregman die politischen Hintergründe völlig ausblende. Seine goldenen Regeln missfallen ihm besonders. "Mit diesen Ratschlägen enttarnt sich Bregmans Buch als ein Selbsthilfe-Ratgeber für die, die ihren Glauben in die Menschheit erneuern wollen."

## Ausgaben
- Im Grunde gut: Eine neue Geschichte der Menschheit. Aus dem Niederländischen von Ulrich Faure und Gerd Busse. Rowohlt, Reinbek bei Hamburg 2020, ISBN 978-3-498-00200-8
  - Hörbuch gelesen von Julian Mehne, Argon Digital 2020
- De meeste mensen deugen. De Correspondent Uitgevers, Amsterdam, London 2019, ISBN 978-90-829421-8-7